# 連環画
連環画（れんかんが）とは、中国で20世紀初頭に発行された、一連の物語を1ページ大の挿絵と見出し文で表現する掌サイズの絵本である。連環画は中国における漫画の形式であると考えられている。

## 歴史

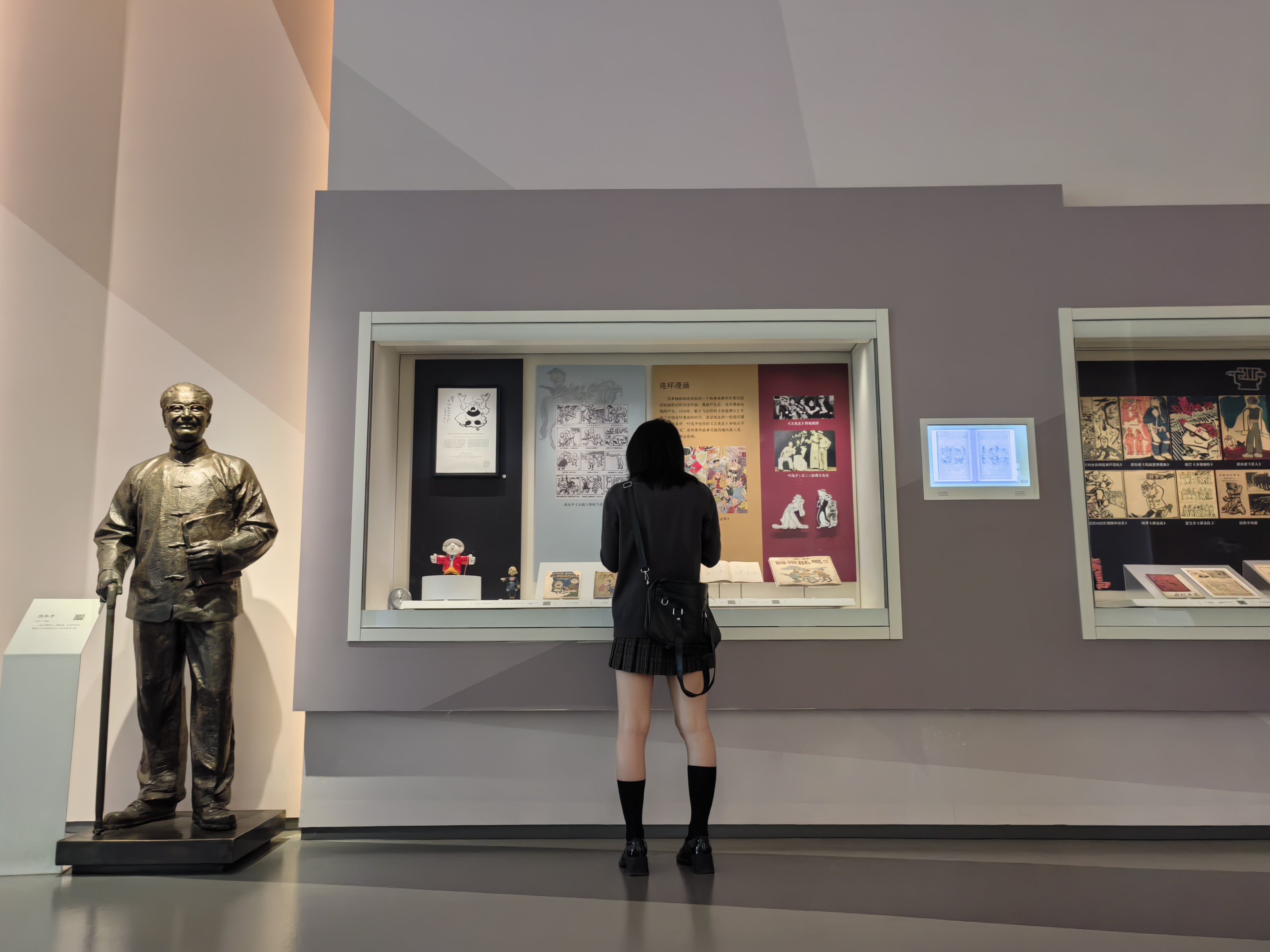
中国動漫博物館に展示される連環画

『点石斎画報』などの1880年代の中国の新聞紙上で、連環画の技法の原型を見出すことができる。甲申事変を記述した1884年の10枚の絵画は、連環画の最初期の例と見なす事が可能である。1899年に、上海文益書局出版はリトグラフ印刷による朱芝軒画の絵物語『《三国志演義》全図』を出版した。この形式は連載絵物語を表す「回回図（回回图、huihui tu）」の名で呼ばれていた。
中華民国の時期に連環画は急速な発展を見たが、この時期には「連環画」の名称は定着していなかった。1925年から1929年にかけて、上海世界書局は『西遊記』『水滸伝』『三国志演義』『封神榜』『岳伝』などの連環画を出版し、これらの連環画の題名の上部に記された「連環図画（连环图画、Lianhuan tuhua）」の文字が、「連環画」という名称の最初の使用であると見なされている。この時期の連環画は中国の神話や古典文学、演劇を主な題材としており、またトーキー映画の普及につれて、人物のセリフが絵の中にも書き込まれるようになった。この時期に登場したオリジナルの素材による特筆すべき連環画としては、葉浅予の『王先生』（1929年）と張楽平の『三毛流浪記』（1935年）が挙げられる。
これらの連環画は通りの貸本露店で僅かな料金で貸し出されていた。1920年代までに連環画は香港でも出版されるようになり、連環画の貸本露店は1940年代の日本の占領時期にあっても一般的な光景であった。
やがてこの形式が無教養で下品な物であると見なされるようになるにつれ、香港では1970年代に連環画という形式は事実上消滅した。
中国大陸においても、連環画という形式の人気は文化大革命の到来によって終焉を迎えた。この時期には、民衆教化の手段として、水滸伝などの作品を連環画形式で出版することも試みられたが、当時の政治的要求に従ったものであったため、内容的には深化することができなかった。そのため、1980年代には連環画を復活させようとの試みが成されたが、映画・テレビメディアの急速な発展は民衆の娯楽生活を豊かにし、外国の漫画、アニメは青少年の歓迎を受けやすく、連環画はもはや主な娯楽ではない。、もはや連環画の復活は不可能となっていた。